# コローニ・C3
コローニ・C3 (Coloni C3, FC189) は、コローニ SpAが1989年のF1世界選手権に投入したフォーミュラ1カー。C3はその後のC3B、C3C、C4のベースとなった。

## 開発
コローニ・C3は、チームが1988年の夏にAGSから獲得したクリスチャン・バンダープレインによって設計された。開発作業は9月に始まり、翌年の6月までに完成することになっていた。C3は前作のFC188とは異なり、スリムかつ軽量化した新設計のモノコックを有していた。しかしながらサスペンションはほとんど変更が無かった。その年の他のF1マシンと比べると、C3のホイールベースは非常に短く2800mmしかなかった。ボディのデザインは当時の流行に合わされ、スリムな車体とドライバー頭上にエアスクープを装備、カウルは後方に向けてなだらかに傾斜していた。サイドポッドは非常に低くデザインされた。エンジンはフォード・コスワース DFRを装備、これはスイスのハイニー・マーダー・レーシング・コンポーネンツがチューンした物であった。チームは1989年春に2台のC3を準備した。カラーリングは前作までの明るい黄色一色とは異なり、白と黒の塗り分けに黄色と青のラインが入った物となった。
しかしながら、AGSから2人のスタッフを引き連れての移籍だったバンダープレインは7月のドイツGPで「C3の製作も完了したのでコローニとの契約を解消した」と発表、マシンを熟成させることなくチームを離脱してしまった。いくつかの文献では、C3はチームを上位にもたらす可能性があったと指摘している。チームの財源不足とチーム内での意見の相違が車の開発やチームの活動体制の発展を妨げた。

## レース戦績
コローニは1989年、2台体制でシーズンに臨んだ。C3は6月の第6戦カナダGPで初めて投入された。ドライバーは前年の国際F3000選手権でシリーズタイトルを獲得、フェラーリで639を開発しドライバーとして評価を得ていたロベルト・モレノと契約。セカンドカーには、前年のオーストラリアGPでのF1スポット参戦歴があり、いくつかのフランススポンサーを持ち込んだF3000ドライバー、ピエール＝アンリ・ラファネルを起用した。ラファネルは開幕から第10戦ハンガリーGPまで予備予選不通過が続き、第11戦ベルギーGPからはマカオF3勝者であるエンリコ・ベルタッジアと交代することになった。モレノはカナダGP、イギリスGP、ポルトガルGPで予選を通過し、決勝に進出したがいずれもリタイアしている。ポルトガルGPでは予選を15位で通過した。リタイア原因はギアボックスの破損が2回、エンジンの不調が1回であった。セカンドドライバーのラファネルとベルタッジアは全戦で予備予選落ちし、決勝レースを走ることは1度も無かった。

## F1における全成績
(key) （太字はポールポジション）
| 年     | チーム       | シャシー | エンジン          | タイヤ | 車番 | ドライバー   | 1   | 2   | 3   | 4   | 5   | 6    | 7    | 8    | 9    | 10   | 11   | 12   | 13   | 14   | 15   | 16   | ポイント | 順位 |
| ------ | ------------ | -------- | ----------------- | ------ | ---- | ------------ | --- | --- | --- | --- | --- | ---- | ---- | ---- | ---- | ---- | ---- | ---- | ---- | ---- | ---- | ---- | -------- | ---- |
| 1989年 | コローニ SpA | C3       | コスワース V8 3.5 | P      |      |              | BRA | SMR | MON | MEX | USA | CAN  | FRA  | GBR  | GER  | HUN  | BEL  | ITA  | POR  | ESP  | JPN  | AUS  | 0        | -    |
| 1989年 | コローニ SpA | C3       | コスワース V8 3.5 | P      | 31   | モレノ       |     |     |     |     |     | Ret  | DNQ  | Ret  | DNPQ | DNPQ | DNPQ | DNPQ | Ret  | DNPQ | DNPQ | DNPQ | 0        | -    |
| 1989年 | コローニ SpA | C3       | コスワース V8 3.5 | P      | 32   | ラファネル   |     |     |     |     |     | DNPQ | DNPQ | DNPQ | DNPQ | DNPQ |      |      |      |      |      |      | 0        | -    |
| 1989年 | コローニ SpA | C3       | コスワース V8 3.5 | P      | 32   | ベルタッジア |     |     |     |     |     |      |      |      |      |      | DNPQ | DNPQ | DNPQ | DNPQ | DNPQ | DNPQ | 0        | -    |

## 参照
1. ↑  Hodges: Rennwagen von A–Z nach 1945. 1994, S. 57.
2. ↑  Cimarosti: Das Jahrhundert des Rennsports. 1997, S. 409.
3. ↑  コローニのデザイナー バンダープレイン契約解消 グランプリ・エクスプレス '89西ドイツGP号 29頁 山海堂 1989年8月19日発行
4. ↑  Ménard: La Grande Encyclopédie de la Formule 1. 2000, S. 604.